# Índice de regularidad internacional
El índice de regularidad internacional (IRI) (en inglés International Roughness Index) es un parámetro que se utiliza en firmes, para determinar su regularidad y la comodidad en la conducción. Aunque la trascripción exacta del término roughness es "rugosidad", se ha adoptado "regularidad" como un calificativo más adecuado a la hora de definir el IRI. El índice internacional de rugosidad y el índice de condición del pavimento son dos de los indicadores de desempeño más populares en el modelado del desempeño del pavimento y la gestión de activos.

## Historia
A principios de la década de 1980, la comunidad de ingenieros de transporte identificó la irregularidad de las carreteras como un indicador importante. Los métodos existentes para medir la rugosidad eran muy diversos e inconsistentes. El IRI fue introducido por el Banco Mundial en 1986. Posteriormente, el cálculo del IRI fue estandarizado por ASTM International.

## El modelo de Cuarto de Coche y Golden Car
Para confeccionar la definición del IRI, los expertos del Banco Mundial crearon, en los años 80, un modelo denominado “cuarto de coche” o “Quarter Car”, que simulaba la 4.ª parte de un coche, y que constaba de los siguientes parámetros para la definición del IRI:
L= Longitud de cálculo del IRI
v= Velocidad de circulación del vehículo
m1= Masa inferior
m2= Masa superior o suspendida
K1= constante de rigidez de la suspensión primaria (entre el pavimento y la masa inferior), es decir del neumático
K2= constante de rigidez de la suspensión secundaria (entre la masa inferior y la masa superior) es decir la suspensión del vehículo
C1= constante de amortiguación de la suspensión primaria
C2= constante de amortiguación de la suspensión secundaria
| L     | 100 m   |
| v     | 80 km/h |
| m1/m2 | 0.15    |
| k2/m2 | 63.3    |
| c2/m2 | 6.0     |
| k1/m2 | 653     |
| c1/m2 | 0       |

Los valores de estos parámetros, para el “Golden Car”, han de ser los que se muestran en la tabla:
Con este modelo definido, el concepto de IRI se materializa como la representación de un modelo matemático, que simula el movimiento de la suspensión acumulada por un vehículo (modelo de cuarto de coche Golden Car), al circular por una determinada longitud del perfil de carretera, a una velocidad estándar de 80 km/h. Las unidades en las que se mide este valor son m/km o dm/hm.
Al avanzar, pues,  el modelo por una carretera a una velocidad constante de 80 km/h e ir siguiendo sus irregularidades, las masas se mueven verticalmente, y para una combinación estándar de valores de las constantes de los muelles, masas y amortiguador (las de la tabla), el movimiento vertical relativo acumulado de la masa superior (que simula el asiento del conductor), al recorrer el modelo una longitud determinada de carretera, es lo que se conoce como IRI.

## Cálculo de IRI
En la norma de ensayo ASTM E 867-06, se define el concepto de Roughness como: “desviación de una determinada superficie respecto a una superficie plana teórica, con dimensiones que afectan la dinámica del vehículo, la calidad de manejo, cargas dinámicas y el drenaje, por ejemplo, el perfil longitudinal, perfil transversal.”
La norma que hace referencia a la naturaleza y medición del IRI es la NLT-330/98.
Para el cálculo del valor del IRI, en grandes líneas, se procede en dos pasos:
Inicialmente se miden las cotas del terreno, lo que nos permite elaborar un perfil longitudinal de la carretera. Los datos de este perfil se someten a un primer filtro, que mediante adecuaciones matemáticas (media móvil), genera un nuevo perfil corregido. 
A este perfil corregido se le aplica un segundo filtro, consistente en la aplicación del modelo de cuarto de coche desarrollado anteriormente.
Finalmente, se define el IRI como el sumatorio de distancias medidas, en módulo sobre la horizontal, para la distancia considerada. En módulo quiere decir que computan tanto los aumentos como disminuciones de cota sobre la horizontal → al fin y al cabo ambos desplazamientos suponen una variación en la vertical de la masa suspendida.
En definitiva, hemos llegado a la conclusión de que el IRI no es más que el valor del movimiento vertical acumulado del asiento del conductor del vehículo a lo largo de una distancia dada. Resulta, por ello, instintivo, pensar que a mayor irregularidad en el firme, los desplazamientos verticales sobre la horizontal teórica, y, consecuentemente, el valor del IRI, serán mayores → el valor del IRI será mejor cuanto más nos acerquemos a la superficie plana teórica, teniendo en cuenta que este concepto es utópico, ya que se necesita un mínimo de rugosidad para garantizar la adherencia rueda-pavimento.

## Equipos para medir el IRI

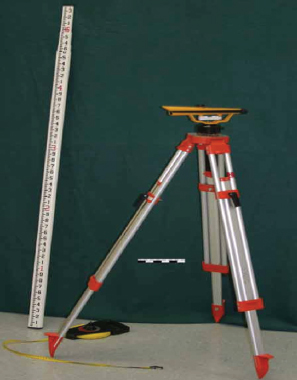
Mira y nivel

A día de hoy, hay multitud de equipos capaces de medir el IRI. Al fin y al cabo, los datos de partida para obtener el IRI no son más allá que un “perfil longitudinal” de la superficie del firme.
En esta línea, sería posible determinar el IRI a partir de equipamiento tan sencillo como una mira y un nivel → El nivel establece la horizontal, y con la mira obtenemos los puntos del perfil longitudinal. El inconveniente es que para grandes distancias, el trabajo puede hacerse largo y tedioso.
El Dipstick consiste en un inclinómetro sostenido entre dos apoyos separados por 300 mm o 250 mm (dependiendo de las unidades de análisis, los apoyos pueden separarse 12 pulgadas), los cuales registran la elevación de un apoyo relativo a la elevación del otro.
Los perfilógrafos tienen una rueda sensible, montada al centro del marco que puede mantener libre el movimiento vertical. La desviación sobre el plano de referencia, establecido por el marco del perfilógrafo, se registra (automáticamente en algunos modelos) en papel según el movimiento de la rueda sensible. Se pueden encontrar en una gran variedad de formas, configuraciones y marcas.
| Perfilómetro California | Viágrafo |

El inconveniente que plantean todos los equipos mostrados hasta el momento (unos más que otros) es el bajo rendimiento en lo que a cobertura de distancias se refiere. Ante la gran cantidad de kilómetros de los que dispone las distintas redes de carreteras, y la necesidad de acometerlos en un tiempo razonablemente corto, surgieron los equipos de alto rendimiento para medir el IRI:
Los equipos Tipo Respuesta o RTRRMS trabajan a la velocidad normal de circulación de la carretera que están midiendo. La tecnología de los equipos RTRRMS está basada en medir los movimientos verticales del eje trasero del automóvil respecto al marco del vehículo. El equipo mide, pues, la reacción o rebote del vehículo a la regularidad del camino, por lo que no es realmente una medida verdadera de la lisura de la superficie.
Los perfilómetros inerciales son equipos de alto rendimiento, que basados en dispositivos como los giróscopos y los acelerómetros, producen medidas automáticas y de alta calidad del perfil del camino. Los más extendidos son los perfilómetros láser, que disponen de dispositivos láser para obtener la medición del perfil, y que combinados con este sistema de giróscopos y acelerómetros, permiten obtener medidas de altísima precisión a velocidades estándar de circulación (80-100 km/h).
A día de hoy son los más utilizados para determinar el valor del IRI, así como de otros parámetros, tales como la macrotextura.